# Röyttä (ort)
Röyttä är en ö och en ort i Torneå stad (kommun) i landskapet Lappland i Finland. Röyttä utgjorde en tätort (finska: taajama) vid folkräkningarna 1960 och 1970.
I Röyttä ligger Torneå hamn och Outokumpu stålverk. Röyttä har järnvägsförbindelse via ett sidospår tillhörande Torneå–Haparanda-banan.

## Befolkningsutveckling
| Befolkningsutvecklingen i Röyttä 1960–1970 | Befolkningsutvecklingen i Röyttä 1960–1970 | Befolkningsutvecklingen i Röyttä 1960–1970 | Befolkningsutvecklingen i Röyttä 1960–1970 | Befolkningsutvecklingen i Röyttä 1960–1970 |
| ------------------------------------------ | ------------------------------------------ | ------------------------------------------ | ------------------------------------------ | ------------------------------------------ |
|                                            |                                            |                                            |                                            |                                            |
| År                                         |                                            |                                            | Folkmängd                                  | Landareal (km²)                            |
| 1960                                       | 1960                                       |                                            | 238                                        | 1,30                                       |
| 1970                                       | 1970                                       |                                            | 206                                        | 1,30                                       |
| Anm.: Ej tätort 1980.                      |                                            |                                            |                                            |                                            |